# خوسيه سيسيليو ديل فالي
خوسيه سيسيليو ديل فالي (بالإسبانية: José Cecilio del Valle) (و. 1777 – 1836 م) هو سياسي، وصحفي، ومحام من جمهورية أمريكا الوسطى الفيدرالية .

## روابط خارجية
- خوسيه سيسيليو ديل فالي على موقع الموسوعة البريطانية (الإنجليزية)